# Malkapur (Buldhana)
Malkapur è una città dell'India di 61.015 abitanti, situata nel distretto di Buldhana, nello stato federato del Maharashtra. In base al numero di abitanti la città rientra nella classe II (da 50.000 a 99.999 persone).

## Geografia fisica
La città è situata a 20° 55' 08 N e 76° 12' 27 E.

## Società

### Evoluzione demografica
Al censimento del 2001 la popolazione di Malkapur assommava a 61.015 persone, delle quali 31.398 maschi e 29.617 femmine. I bambini di età inferiore o uguale ai sei anni assommavano a 9.220, dei quali 4.785 maschi e 4.435 femmine. Infine, coloro che erano in grado di saper almeno leggere e scrivere erano 42.069, dei quali 23.517 maschi e 18.552 femmine.